# Fernando Climent Huerta
Fernando Climent Huerta (Coria del Río, Espanya 1958) és un remador espanyol, guanyador d'una medalla olímpica.

## Biografia
Va néixer el 27 de maig de 1958 a la ciutat andalusa de Coria del Río, població situada a la província de Sevilla.

## Carrera esportiva
Va participar, als 26 anys, en els Jocs Olímpics d'Estiu de 1984 realitzats a Los Angeles (Estats Units), on aconseguí guanyar la medalla de plata en la prova masculina de dos sense timoner al costat de Luis María Lasúrtegui. En els Jocs Olímpics d'Estiu de 1988 celebrats a Seül (Corea del Sud) fou eliminat, juntament amb Lasúrtegui, en la primera ronda. En els Jocs Olímpics d'Estiu de 1992 celebrats a Barcelona (Espanya) participà en la prova de quatre sense timoner, finalitzant novè; i en els Jocs Olímpics d'Estiu de 1996 realitzats a Atlanta (Estats Units) participà en la prova de quatre sense timoner lleuger, finalitzant catorzè.
Va ser el president de la Federació Espanyola de rem. des de l'any 1993 fins al 2016